# دی‌بنزیل کتون
دی‌بنزیل کتون (به انگلیسی: Dibenzyl ketone) یک ترکیب شیمیایی با شناسه پاب‌کم ۷۵۹۳ است. که جرم مولی آن ۲۱۰٫۲۷ می‌باشد. شکل ظاهری این ترکیب، جامد زرد روشن است.